# Kédougou
Kédougou è una città del Senegal sudorientale, capoluogo della regione omonima.
Sorge presso il confine con la Guinea, lungo il corso del fiume Gambia, alle pendici settentrionali del massiccio montuoso del Fouta Djalon. Il clima della città è tropicale, con alternanza di una stagione umida (maggio-ottobre) e una secca (→ vedi climogramma); la temperatura media annua è di circa 28 °C, mentre le precipitazioni ammontano a circa 1.300 millimetri annui.